# Pers-Jussy
Pers-Jussy (Pè-Dièssi en arpitan savoyard) est une commune française située dans le département de la Haute-Savoie, en région Auvergne-Rhône-Alpes. Elle fait partie de l'agglomération du Grand Genève.

## Géographie

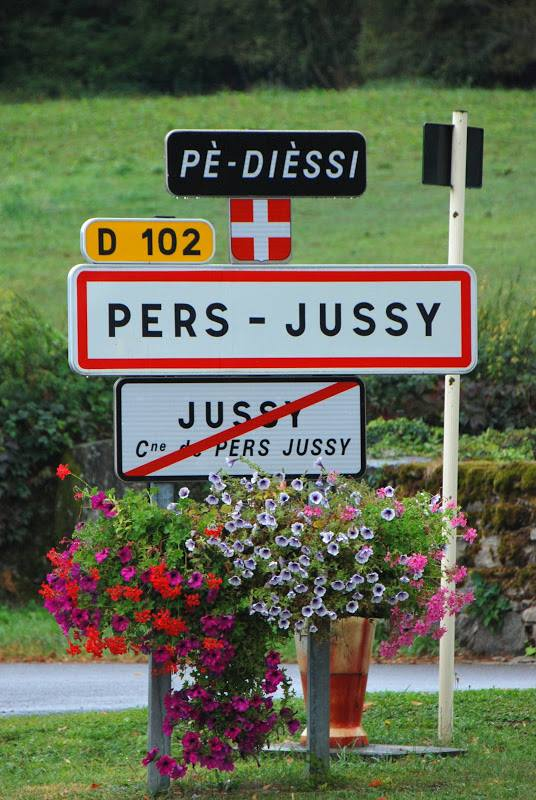
Panneaux d'entrée d'agglomération. Le nom en arpitan a été ajouté en 2015.

La commune de Pers-Jussy est située sur le rebord nord-est du plateau des Bornes (ne pas confondre avec le massif homonyme). Elle fait partie du canton de Reignier et est limitrophe des communes de Reignier-Ésery, Arbusigny, La Chapelle-Rambaud, Etaux, Scientrier et Cornier.
Elle occupe une surface de 1 800 hectares, ce qui la classe parmi les plus vastes du canton de Reignier.
Topographiquement, on peut distinguer deux secteurs :
- à l'est, se trouve la partie basse dont l'altitude croît faiblement d'est en ouest entre 480 et 600 mètres : on y trouve le chef-lieu et les hameaux les plus peuplés (Jussy, Loisinges, Chevrier, Navilly) ;
- à l'ouest, une pente assez forte donne accès à un plateau vallonné qui culmine à 930 m dans le lieu-dit Combloux : ce sont les « hauts » de la commune, entaillés par un profond sillon où coule le Foron de Reignier.

D’autres cours d’eau irriguent la commune en dévalant la pente évoquée précédemment : les plus importants sont le Nant Guin, le Nant du Châble, le Nant de la Femme et le Vuarapan.
Le recensement de 1999 a dénombré 2 105 habitants. Pers-Jussy est donc une grosse commune, cependant la population est dispersée dans une dizaine de villages (ainsi appelle-t-on les hameaux en Savoie) dont certains peuvent rivaliser avec le chef-lieu (appelé autrefois Village du clocher ou Village de l’église). Cette configuration originale explique qu’aujourd’hui encore, malgré les bouleversements démographiques du XXe siècle, Pers-Jussy a gardé bien des caractères de petite commune rurale

## Urbanisme

### Typologie
Au 1er janvier 2024, Pers-Jussy est catégorisée commune rurale à habitat dispersé, selon la nouvelle grille communale de densité à sept niveaux définie par l'Insee en 2022.
Elle appartient à l'unité urbaine de Genève (SUI)-Annemasse (partie française), une agglomération internationale regroupant 34  communes, dont elle est une commune de la banlieue,,. Par ailleurs la commune fait partie de l'aire d'attraction de Genève - Annemasse (partie française), dont elle est une commune de la couronne,. Cette aire, qui regroupe 158 communes, est catégorisée dans les aires de 700 000 habitants ou plus (hors Paris),.

### Occupation des sols
L'occupation des sols de la commune, telle qu'elle ressort de la base de données européenne d’occupation biophysique des sols Corine Land Cover (CLC), est marquée par l'importance des territoires agricoles (67,2 % en 2018), en diminution par rapport à 1990 (69,3 %). La répartition détaillée en 2018 est la suivante : 
zones agricoles hétérogènes (66,8 %), forêts (22,9 %), zones urbanisées (9,9 %), terres arables (0,3 %), prairies (0,1 %).
L'IGN met par ailleurs à disposition un outil en ligne permettant de comparer l’évolution dans le temps de l’occupation des sols de la commune (ou de territoires à des échelles différentes). Plusieurs époques sont accessibles sous forme de cartes ou photos aériennes : la carte de Cassini (XVIIIe siècle), la carte d'état-major (1820-1866) et la période actuelle (1950 à aujourd'hui).

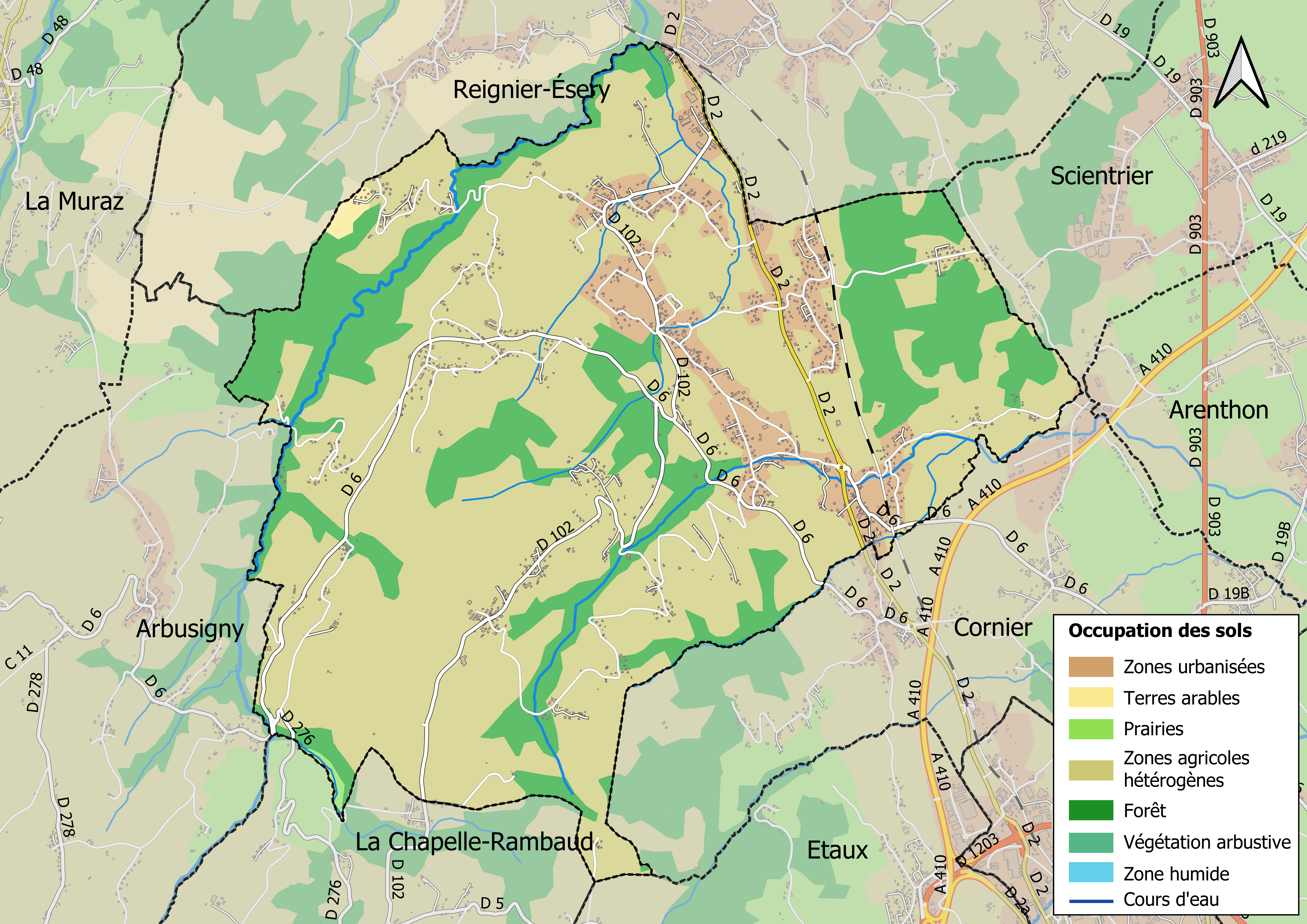
Carte des infrastructures et de l'occupation des sols en 2018 (CLC) de la commune.
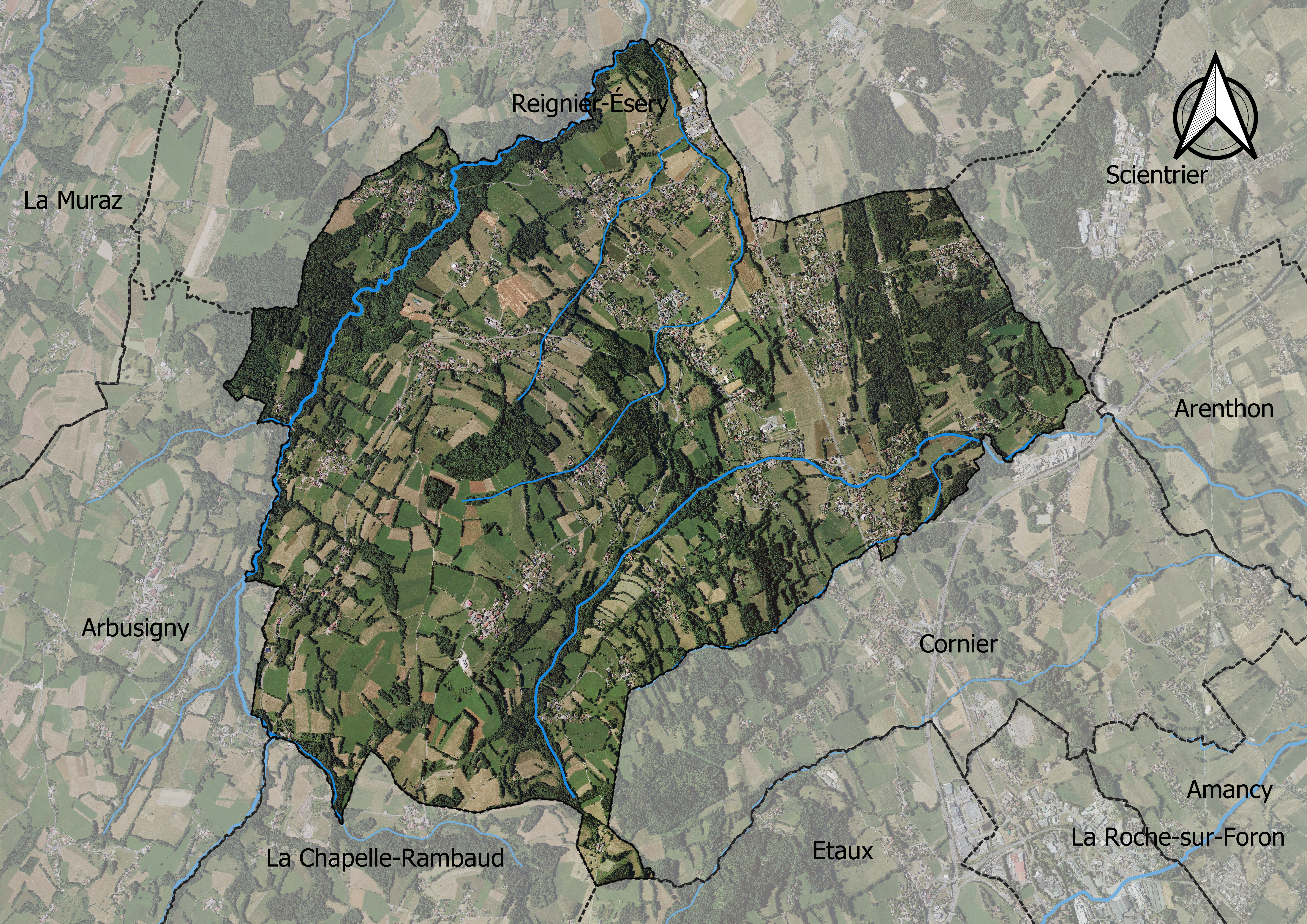
Carte orthophotogrammétrique de la commune.

## Toponymie
En francoprovençal, le nom de la commune s'écrit Pè-Dyèssi, selon la graphie de Conflans.

## Histoire
Ancienne présence d'un dolmen de l'époque mégalithique, aujourd'hui disparu.

### Le Châtelard du Foug
Du seul château fort entièrement situé sur la commune de Pers-Jussy, le châtelard d'Arbusigny ou châtelard du Foug, une maison forte dont il ne reste pratiquement rien : quelques vestiges de soubassements de murailles qui disparaissent sous les ronces et les buissons sur la colline du Châtelard, près de la Charmille.
Son nom viendrait de « l'Eau de Fouz », terme par lequel on désignait le Foron qui coule en contrebas. On pense qu'il a été construit à la fin du XIIe siècle ou au début du XIIIe, il est donc approximativement contemporain de la tour de La Roche. Son rôle était de surveiller « le grand chemin de Reignier à La Roche ».
Il appartint successivement à plusieurs familles seigneuriales dont l'histoire est assez complexe mais toutes étaient vassales des comtes de Genève : historiquement, la seigneurie dépendant de ce château faisait donc partie du Genevois.
Le bâtiment avait la forme d'un polygone irrégulier, tout en longueur, qui s'étirait sur environ 80 m à la crête de la colline . « Par une première porte on entrait dans une cour basse et de là, par un long couloir entre deux murs, on montait à l'enclos supérieur du château. Une seconde porte donnait accès à la cour supérieure du Châtelard, défendue […] par une tour carrée de 7,3 m à 7,5 m de côté » (T) dont les murs avaient plus d'un mètre d'épaisseur. « Les logements étaient appuyés contre l'enceinte au nord et au couchant […] une tour carrée légèrement en saillie, occupait l'angle septentrional des logis, probablement le donjon ».
Dès la fin du XVIe siècle, il était déjà en ruines, celles-ci demeurèrent imposantes jusqu'à une période assez récente mais les pierres furent peu à peu enlevées pour faire des constructions dans les environs immédiats. Les bâtisses anciennes de la Charmille ont été en grande partie édifiées à l'aide de ces matériaux.
Ref : Blondel

### Période contemporaine
Lors des débats sur l'avenir du duché de Savoie, en 1860, la population est sensible à l'idée d'une union de la partie nord du duché à la Suisse. Une pétition circule dans cette partie du pays (Chablais, Faucigny, Nord du Genevois) et réunit plus de 13 600 signatures, dont 300 pour la commune,. Le duché est réuni à la suite d'un plébiscite organisé les 22 et 23 avril 1860 où 99,8 % des Savoyards répondent « oui » à la question « La Savoie veut-elle être réunie à la France ? ».

## Politique et administration

### Liste des maires
Depuis 1945, sept maires se sont succédé à Pers-Jussy :

## Démographie
L'évolution du nombre d'habitants est connue à travers les recensements de la population effectués dans la commune depuis 1793. Pour les communes de moins de 10 000 habitants, une enquête de recensement portant sur toute la population est réalisée tous les cinq ans, les populations de référence des années intermédiaires étant quant à elles estimées par interpolation ou extrapolation. Pour la commune, le premier recensement exhaustif entrant dans le cadre du nouveau dispositif a été réalisé en 2008.

En 2022, la commune comptait 3 207 habitants, en évolution de +6,02 % par rapport à 2016 (Haute-Savoie : +6,01 %, France hors Mayotte : +2,11 %).
| 1793 | 1806  | 1822  | 1838  | 1848  | 1858  | 1861  | 1866  | 1872  |
| ---- | ----- | ----- | ----- | ----- | ----- | ----- | ----- | ----- |
| 824  | 1 035 | 1 400 | 1 694 | 1 953 | 1 767 | 1 793 | 1 875 | 1 819 |

| 1876  | 1881  | 1886  | 1891  | 1896  | 1901  | 1906  | 1911  | 1921  |
| ----- | ----- | ----- | ----- | ----- | ----- | ----- | ----- | ----- |
| 1 755 | 1 845 | 1 731 | 1 706 | 1 647 | 1 545 | 1 579 | 1 529 | 1 326 |

| 1926  | 1931  | 1936  | 1946  | 1954  | 1962  | 1968  | 1975  | 1982  |
| ----- | ----- | ----- | ----- | ----- | ----- | ----- | ----- | ----- |
| 1 273 | 1 233 | 1 126 | 1 079 | 1 084 | 1 071 | 1 056 | 1 114 | 1 435 |

| 1990  | 1999  | 2006  | 2008  | 2013  | 2018  | 2022  | - | - |
| ----- | ----- | ----- | ----- | ----- | ----- | ----- | - | - |
| 1 800 | 2 105 | 2 426 | 2 519 | 2 807 | 3 080 | 3 207 | - | - |

## Culture locale et patrimoine

### Monuments

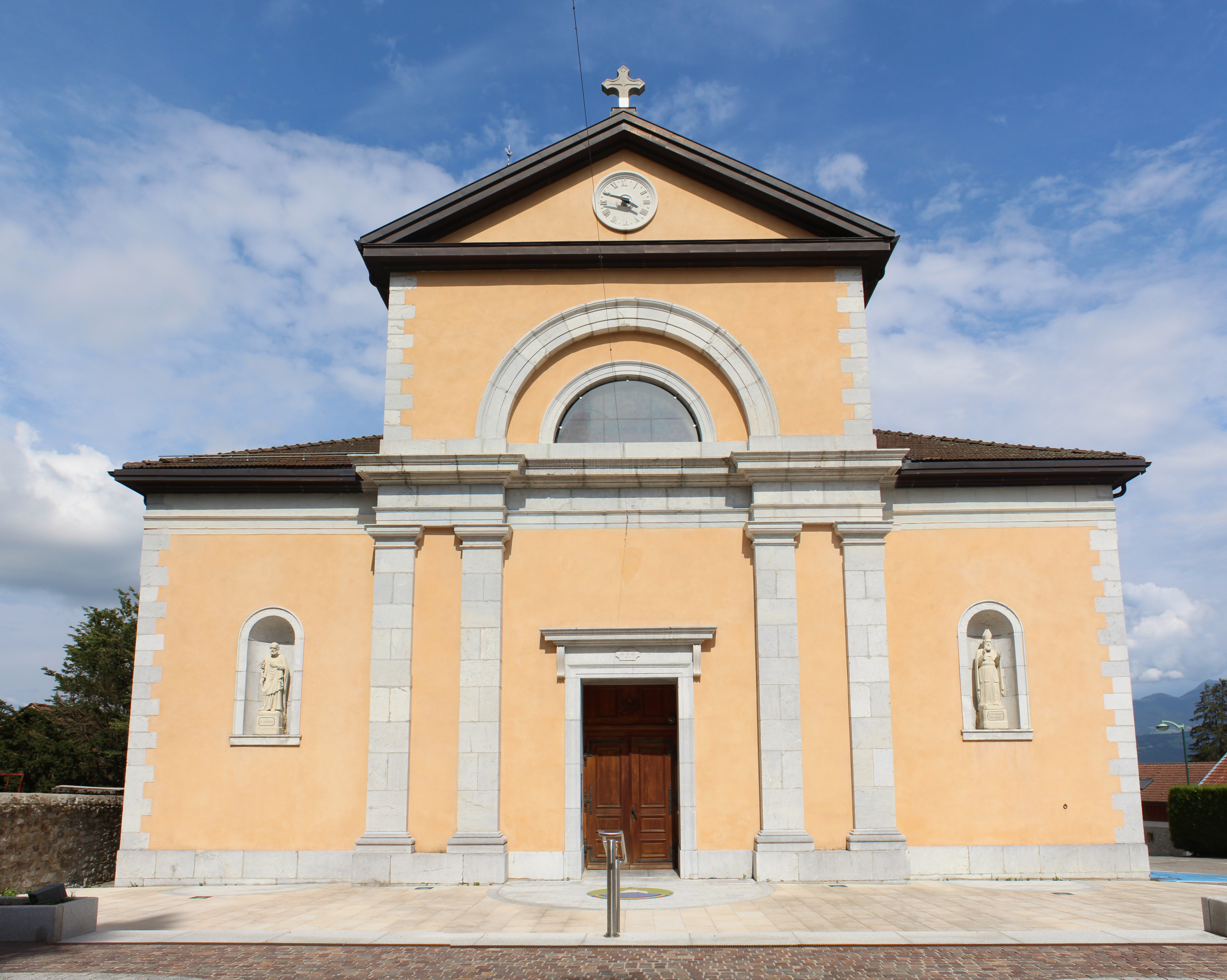
Église Saints-Pierre-et-Paul.

La commune possède ou a possédé un patrimoine architectural hérité du passé :
- l'église Saint-Pierre-et-Saint-Paul.
- le château de Cevins
- le château d'Ornex
- ainsi que les fortifications dite la Tour et le Châtelard (châtelet)

### Personnalités
- Paul Rémi Jacquet (1883-1968), peintre et potier[19],[20],[21].

### Héraldique
| Blason de Pers-Jussy | Blason  | D'argent au pont d'une arche, fortifié d'une tour, le tout de sable, ajouré du champ et maçonné d'or, franchissant une rivière d'azur mouvant de la pointe, accompagné en chef d'un écusson équipolé d'or et d'azur (du Genevois) à dextre, et d'un écusson palé d'or et de gueules (de Faucigny) à senestre. |
| Blason de Pers-Jussy | Détails | Le statut officiel du blason reste à déterminer. |
| Blason de Pers-Jussy | Alias   | Taillé d'azur à une tour d'argent maçonnée de sable sur une terrasse de sinople, senestrée d'un écusson aux armes du Genevois ; et d'or a un pont d'argent lui-aussi maçonné de sable, franchissant une rivière d'azur mouvant de la pointe et accompagné en chef d'un écusson aux armes de Faucigny.         |